# Trompetenohren
Trompetenohren (Phoniscus) sind eine Fledermaus-Gattung in der Familie der Glattnasen mit vier Arten, die in Südostasien sowie in der Region Australis vorkommen. Sie wurden bis in die 1990er Jahre in die Gattung der Wollfledermäuse (Kerivoula) eingeordnet.

## Merkmale
| 2 | · | 1 | · | 3 | · | 3 | = 38 |
| 3 | · | 1 | · | 3 | · | 3 | = 38 |

Die Arten besitzen wie die Wollfledermäuse ein wolliges Fell. Es wird auf der Oberseite aus vierfarbigen Haaren gebildet, wobei die Haarspitzen hell sind. Kennzeichnend ist weiterhin ein weißlicher Tragus im Ohr mit einer Kerbe auf der Rückseite. Die äußeren oberen Schneidezähne erreichen nur ein Viertel der Länge der inneren Schneidezähne. Zusätzlich kommen auf den Eckzähnen Rillen vor.

## Arten und Verbreitung
Folgende Arten zählen zur Gattung.
- Zweifelhaftes Trompetenohr (Phoniscus aerosa), lebt vermutlich in Asien, der Holotypus erhielt fehlerhaft ein Label "aus Südafrika".
- Furchenzahn-Trompetenohr (Phoniscus atrox), kommt auf der Malaiischen Halbinsel, auf Borneo und Sumatra vor.
- Peters-Trompetenohr (Phoniscus jagorii), bewohnt das südostasiatische Festland, die Philippinen sowie indonesische Inseln.
- Papua-Trompetenohr (Phoniscus papuensis), ist auf Neuguinea und im Norden Australiens verbreitet.